# Fusilados del Mont-Valérien (Francia)

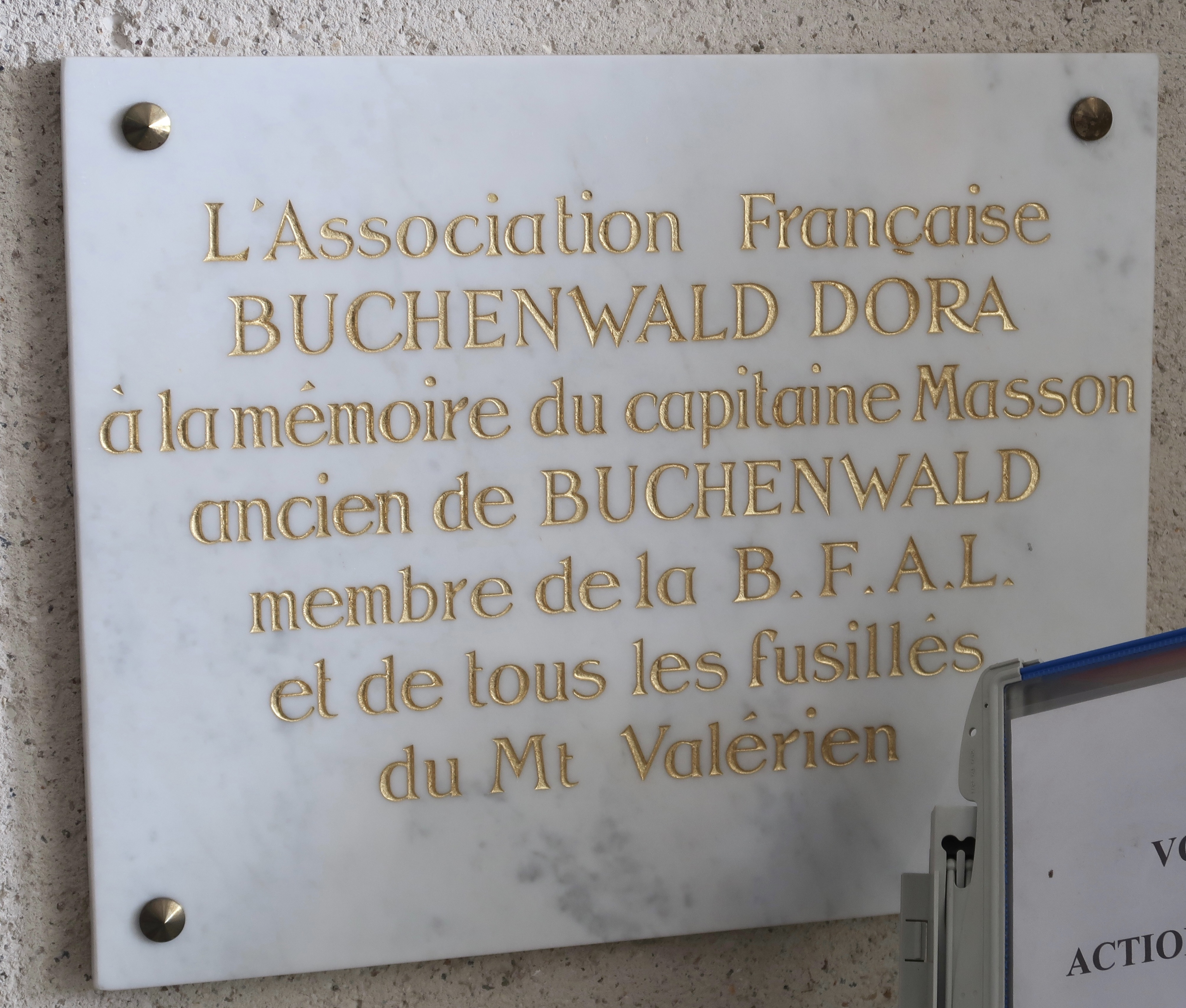
Placa conmemorativa, Museo de las Transmisiones, Fortaleza del Mont-Valérien (Isla de Francia).

Los fusilados del Mont-Valérien son más de mil rehenes y miembros de la Resistencia Francesa fusilados durante la ocupación alemana en la fortaleza del Mont-Valérien durante la Segunda Guerra Mundial.

## Monumento
El 18 de junio de 1960, el General de Gaulle inauguró un monumento, en homenaje a todos los muertos de la Segunda Guerra Mundial: el Memorial de la Francia Combatiente. Se edificó al pie de la fortaleza, adosado a la muralla sur. 

## Lista de fusilados
En 2024, se contabilizaron 1009 fusilados en el Mont-Valérien durante el período de Ocupación. La mayoría fueron trasladados al cementerio parisino de Ivry. En 1943, la Prefectura de Policía de París requirió inhumarlos de forma anónima y sin ningún tipo de registro, pero los agentes que ejecutaron las órdenes llevaron un registro clandestino que permitió encontrar las tumbas después de la Liberación.
- 29 de agosto de 1941: Honoré d'Estienne d'Orves, Maurice Barlier y Jan Doornik.
- 20 de septiembre de 1941: Antoine Hajje, Georges Pitard, Michel Rolnikas, Adrien Nain, Roger Peyrat, Victor Marchal, René Anjolvy, François Herpin, Pierre Guignois, Georges Masset, Daniel Loubier y Maurice Peureux.[3]
- 22 de octubre de 1941: cinco rehenes, en represalia después de la muerte de Karl Hotz (ingeniero y militar alemán).
- 24 de octubre de 1941: Bernard Anquetil.
- 13 de noviembre de 1941: Henri Schaerrer.
- 15 de diciembre de 1941: 70 rehenes de los cuales 53 judíos (44 venían del campo de internamiento de Drancy),[4] entre quienes estaban los famosos Gabriel Péri y Lucien Sampaix.
- 9 de mayo de 1942: Paul-Henry Thilloy.
- 6 de febrero de 1942: dos habitantes de Saint-Michel-en-l'Herm que intentaron rescatar a pilotos británicos.
- 11 de febrero de 1942: André Bloch.
- 23 de febrero de 1942: siete miembros de la "Red del Museo del Hombre" (uno de los primeros movimientos de la Resistencia francesa contra la ocupación alemana): Vildé, Lewitsky, Nordman, Ithier, Andrieu, Sénéchal y Walter.
- 27 de febrero de 1942: Jean-Claude Chabanne.
- 9 de marzo de 1942: Siete condenados a muerte durante el juicio del Palacio Bourbon (juicio organizado en Francia por las autoridades nazis en marzo de 1942)
- 20 de marzo de 1942: Pejsak Libermann. Nacido el 5 de mayo de 1909 en Varsovia (Polonia). Fusilado como rehén. Esposo Eva Libermann y padre de Marcel Libermann.[5]
- 21 de marzo de 1942: Georges Paulin y Jacques Kellner.[6]
- 7 de abril de 1942: Émile François Amédée Molet (1905-1942).
- 10 de abril de 1942: Maurice Charles Wagner (1900-1942).
- 17 de abril de 1942: los 23 condenados a muerte del juicio de la "Maison de la Chimie", de los cuales Bernard Laurent, Marcel Bertone, Jean Quarré, Louis Marchandise, Marcel Bourdarias, Spartaco Guisco, Carlo Schönhaar, Yves Kermen.
- 25 de abril de 1942: Stanislaw Lisiecki, Moszek Rotzach.
- 23 de mayo de 1942: Georges Politzer, Jacques Solomon, Jean-Claude Bauer et Georges Dudach.
- 30 de mayo de 1942: Arthur Dallidet y Jacques Decour.
- 22 de junio de 1942: Gabriel Laumain.
- 27 de julio de 1942: Valentin Feldman. Dirigiéndose a los soldados alemanes que formaban el pelotón de ejecución, pronunció la famosa frase "¡Idiotas! ¡Es por ustedes que estoy muriendo!".[7]
- 1 de agosto de 1942: Éric Peters.[7]

- 11 de agosto de 1942: 88 rehenes fusilados de los cuales André Bru, Georges Bouzerait, Jean-Baptiste Douvrin, Joseph Roque,[8] Nojme Zalkinow (padre de Fernand Zalkinow), Szmul Burstyn,[9] Georges Victor Frémont, Jean Compagnon, Maurice Grancoing, BAYNAC Camille [seudónimos en la Resistencia: Charles le paysan, Roger, MALLET André], Pierre-Albert Herz, Jean-René Bonnefoix, MARGUERITEAU Georges Alphonse, SAUTET François Louis, SLIMANE Ben Mohamed, FLOSSEAUX Marcel Joseph, RENAUD Paul, SAVATTERO Antoine, SCORDIA Guillaume Marie, DELAUNE Raymond Augustin, SACRISTAN-GUERRO Bénito, OLIVIER Auguste Charles, LANDRAGIN Julien Alphonse, GALESLOOT Pierre Bertrand, RODIER Basile Adrien, PERTHUIS Hilaire Ferdinand Joseph, GUILLEBAUD Armand Aimé, NÚÑEZ Nicolás, WOLKOWITCH Jean-Louis, DOUVRIN Jean-Baptiste Henri, KIRSCHEN Bernard (Baruch), KIRSCHEN Joseph, BACONIER Alphonse Jean, RODDE Jean, HOUDART Eugène Robert, ETHIS Marcel Jean-Baptiste, QUÉDEC Maurice, BOATTI Riccardo [llamado «Manfredi»], MONGE Marcel, LERAT Roger Pierre Émile, PICARD Gaston Maurice, MAILLARD Henri Théodule Albert, RODDE Édouard, APPAY Léon Georges, LETIENNE Jean [seudónimo: LECAT Gustave], FILLÂTRE Lazare Marius, RAINE Jean Eugène, GENTIL Georges Émile Fernand. Seudónimos: Kleber, DUTREUX Jean Raymond, GUYOT Louis Edmond, DAUBEUF Henri Léon Marcel, LECLER Alexandre, BRAJLOWSKI o BRAJLOCWSKI Zygmund o Zygmunt [llamado Kratko], MARTÍN López, DEBORDE Samuel Eugène Henri, DYSKIN Natan, LANTOS Lazlo (Ladislas), WARSZAWSKI Salomon, TOPOROWSKY [o TOPOROWSKI] Stanislas, JAILLARD Gabriel François, KALLAÏ Tibor, BRU André Léon, SCHMIDT Charles Georges Fernand [seudónimos en la Resistencia: Victor], HARDENBERG Pierre [seudónimo: Pierre Renan], TINTELIN Arthur alias LOMBARD Léon, BRETAGNE André Julien Louis, GUÉGAN René, SAUTET François Louis, THOREZ Louis Clément, ZALKINOV (a veces escrito ZALKINOW) Naoum (o Naïm), POTTIER Jean Jules Léon, GUILLON Maurice, PITIOT Gustave Eugène Julien, DESPOUY René [DESPOUY Yves, René], GEORGES Félix, JEHENNE Georges Marcel, NADLER Samuel Mounié, HEMMEN Jean Baptiste, LACAN Pierre [LACAN Aimé, Désiré, Pierre, Antoine], L’HUILLIER Alphonse Auguste Émilien, WOUTERS Franciscus llamado Franz,  DJIAN Yvon, Sauveur [alias DUMAS Paul, alias VIDAL, alias RAYMOND, alias HENRI], ENGUEHARD Fernand Adrien, ETIEVENT Gaston Maurice, JEANNOT Raymond, BURSZTYN Szmul (o Szmuel), Josef [a veces escrito BURSZTYN Josef], CALVIER Roger, Edmond, DESCHANCIAUX Gilbert Jean, LE GALL Henri Charles, ROQUE Joseph Antonin [seudónimos: Antoine; Maurice GUÉRIN], LOISON Georges Robert Joseph, HARTMANN Marcel Albert.
- 21 de septiembre de 1942: 46 rehenes de los cuales Gaston Bussière, André Chassefière y Marcel Lamant.
- 5 de octubre de 1942: Pierre Rebière.
- 15 de febrero de 1943: Léon Agid,[10] Robert Bachet, Louis Camatte, Robert Hamel y Adrien Vanderheyden.
- 26 de febrero de 1943: Lucien Dupont, Charles Grosperin, André Berthelot, Pierre Bolzer, Marcel Garcin, Georges Leblanc, Lucien Lefranc, Gabriel Rabot, Victor Recourat.[11]
- 13 de mayo de 1943: Roger Dumont.
- 15 de junio de 1943: Jules Dumont.
- 18 de junio de 1943: Alexandre Bisiaux, Émile Bouhour y Jean-Baptiste Fiévet, los tres originarios de Somain.[12]
- 23 de agosto de 1943: Charles Oberlin,[13] resistente francotirador y partisano.[14]
- 17 de septiembre de 1943: 19 condenados de Brest, por haber luchado contra las tropas alemanas de ocupación, por formar parte de los francotiradores y partisanos y por haber cometido actos de sabotaje en el Finisterre: Albert Abalain, Lucien Argouarc'h, André Berger, Louis Departout, Yves Giloux (estudiante nacido en Ouessant el 15 de diciembre de 1921), Louis Le Bail, Paul Le Gent, Eugène Lafleur, Louis Le Guen, Paul Monot, Henri Moreau, Jean-Louis Primas, Jean Quintric, Albert Rannou, Albert Rolland, Étienne Rolland, Joseph Ropars, Jean-Marie Teuroc, Charles Vuillemin.
- 1 de octubre de 1943: André Engros, el más joven en ser fusilado, con 16 años.
- 2 de octubre de 1943: 47 rehenes fusilados de los cuales André Boissière,[15] Martial Brigouleix, François Perrin.
- 6 de octubre de 1943: 30 fusilados, de los cuales Pierre Cosnard, Roger Rieckert, Jacques Massias, Jacques Delaunay y Marc Delaunay.
- 3 de noviembre de 1943: Bernard Courtault.
- 21 de febrero de 1944: tres miembros de la Resistencia del Liceo Anatole-Le-Braz de Saint-Brieuc, así como Missak Manouchian y 21 resistentes de su red, delatados por el Affiche Rouge ('Cartel Rojo'). Varios de ellos fueron enterrados posteriormente en el cementerio de Ivry-sur-Seine.[16]
- 7 de marzo de 1944: quinze FTP de la región parisina, de los cuales André Chesnot, Gaston Charle,[17] Maurice Deck,[18] Marcel François.[19]
- 15 de marzo de 1944: Bernard Chevignard.
- 28 de marzo de 1944: Frédéric De Jongh (padre de Andrée de Jongh).
- 5 de abril de 1944: André Lamarre.
- 11 de abril de 1944: Joseph Epstein junto con veintiocho resistentes.
- 25 de abril de 1944: Raymond Collot.
- 11 de agosto de 1944: 93 detenidos del campo de Royallieu.[20]

Así como los argelinos nacidos bajo el dominio francés, todos eran obreros y artesanos ejecutados por "Posesión de armas para la Resistencia":
- Aït Abderrah;
- Mohammed Mane;
- Mohamed Bonaceur;
- Yvon Sauveur Djian;
- Essaïd bin Mohand Haddad;
- Mohamed Kebir ben Slimane ben Kouider Hadjadj;
- André Guillaume Jean Leclerc;
- Mohamed Moali;
- Fernando Nathan Max Zemmour;
- Amar Zerboudi.